# Farinheira

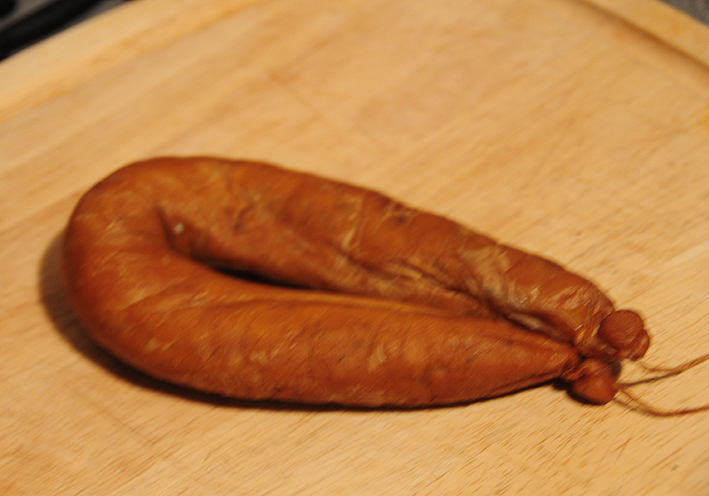
Farinheira crue.

La farinheira est une saucisse fumée portugaise, d'origine juive.

## Présentation

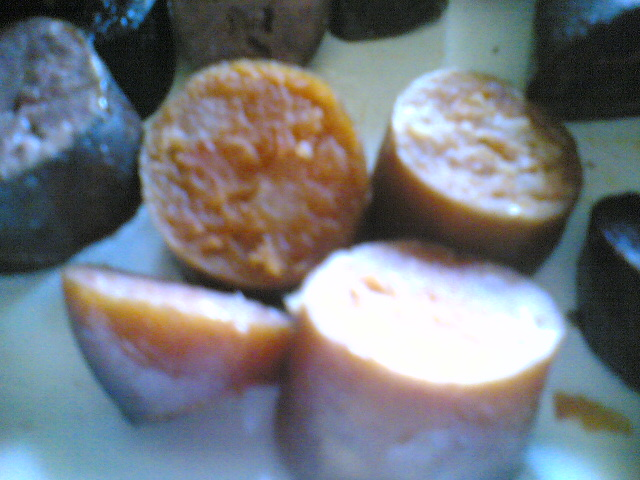
Rondelles de farinheira.

De nos jours, la farinheira est constituée principalement de viande et de graisse de porc, d'ail et de paprika. Il est nécessaire de la cuire avant consommation à cause de la farine de blé cru qu'elle contient. Une fois cuite, sa texture est moelleuse et fondante.
Elle se présente sous la forme d’un fer à cheval cylindrique.
Issue des montagnes de Trás-os-Montes, elle s’est répandue dans le reste du Portugal.

## Histoire
À l'origine, cette saucisse ne contenait pas de porc. En effet, elle a été inventée par les Juifs marranes ou crypto-juifs au XVe siècle afin d'échapper aux foudres de l'Inquisition en faisant croire qu'ils consommaient du porc et étaient chrétiens, en suspendant ces saucisses à l'extérieur de leur maison, comme c'était la tradition pour les faire sécher. Ainsi était-elle fabriquée à l’origine avec de la farine, du vin et des épices,.
Après l’Inquisition, cette saucisse « alternative », sorte de chouriço sans porc, appréciée par les chrétiens ibériques, est incorporée dans des plats typiques du pays et est aujourd’hui, considérée comme l’un des meilleurs mets gastronomiques du Portugal,.
Autre saucisse portugaise d'origine juive, la alheira connaît la même histoire que la farinheira,.
Depuis 2004, la Farinheira de Estremoz e Borba est enregistrée en tant qu'IGP (appellation géographiquement protégée) par l'Union européenne.